# Дергачівська виправна колонія № 109
Дергачі́вська виправна́ коло́нія № 109 — виправна колонія управління Державного департаменту України з питань виконання покарань у селищі міського типу Солоницівка Дергачівського району Харківської області.

## Історія колонії
Дергачівська виправна колонія № 109 із сільськогосподарським профілем виробництва була заснована у 1992 році. На підставі наказу МВС України № 219 від 14.04. 1992 року з метою забезпечення працевлаштування засуджених на сільськогосподарському виробництві було організовано працевлаштування засуджених на контрагентських об’єктах радгоспу ім. Щорса Дергачівського району Харківської області.
Наказом № 361 від 26.06. 1993 року УМВС України в Харківській області було прийнято рішення передислокувати сільськогосподарську колонію-поселення із радгоспу ім. Щорса Дергачівського району Харківської області на місце розташування спецкомендатури при Фрунзенському РВ ХГУ УМВС України в Харківській області, перетворити її в контрагентську колонію-поселення, а попереднє місце дислокації колонії-поселення перетворити в дільницю від колонії-поселення. З метою остаточного розв'язання даного питання розпорядженням Кабінету Міністрів України від 20 липня 1995 року № 455 радгосп ім. Щорса Дергачівського району Харківської області все ж таки було передано у розпорядження МВС. Остаточним результатом проведеної роботи став наказ МВС України № 529 від 5 серпня 1995 року «Про організацію підприємства Дергачівської виправної колонії з сільськогосподарським профілем виробництва з передачею на баланс установи земель і оборотних коштів радгоспу ім. Щорса».

## Сучасний стан
На теперішній час Дергачівська виправна колонія №109 — це кримінально-виконавча установа мінімального рівня безпеки з полегшеними умовами тримання (для тримання чоловіків, засуджених до позбавлення волі на певний термін).
Нині начальником виправної колонії є Стріляний Олександр Володимирович.

## Адреса
62370 смт. Солоницівка Дергачівського району Харківської області, (0253) 47-225 